# Yancheng (Kaohsiung)
Yancheng (chinesisch 鹽埕區, Pinyin Yánchéng Qū, Pe̍h-ōe-jī Iâm-tiâⁿ-khu) ist ein Bezirk im Westen der taiwanischen Stadt Kaohsiung.

## Lage
Yancheng ist mit einer Fläche von 1,416 km² der kleinste unter den 38 Bezirken der Stadt Kaohsiung, bei einer Einwohnerzahl von 25.590 Menschen jedoch der Bezirk mit der vierthöchsten Bevölkerungsdichte (Stand: Juni 2014). Er liegt an der nordöstlichen Seite des Hafens und grenzt an die Bezirke Sanmin, Qianjin und Lingya im Osten sowie den Bezirk Gushan im Westen. Ihm gegenüber liegt auf der anderen Seite des Hafens die Insel Qijin. Der Liebes-Fluss mündet hier in die Taiwanstraße. Yancheng ist an die orange Linie der U-Bahn von Kaohsiung angeschlossen.

## Geschichte und Bedeutung

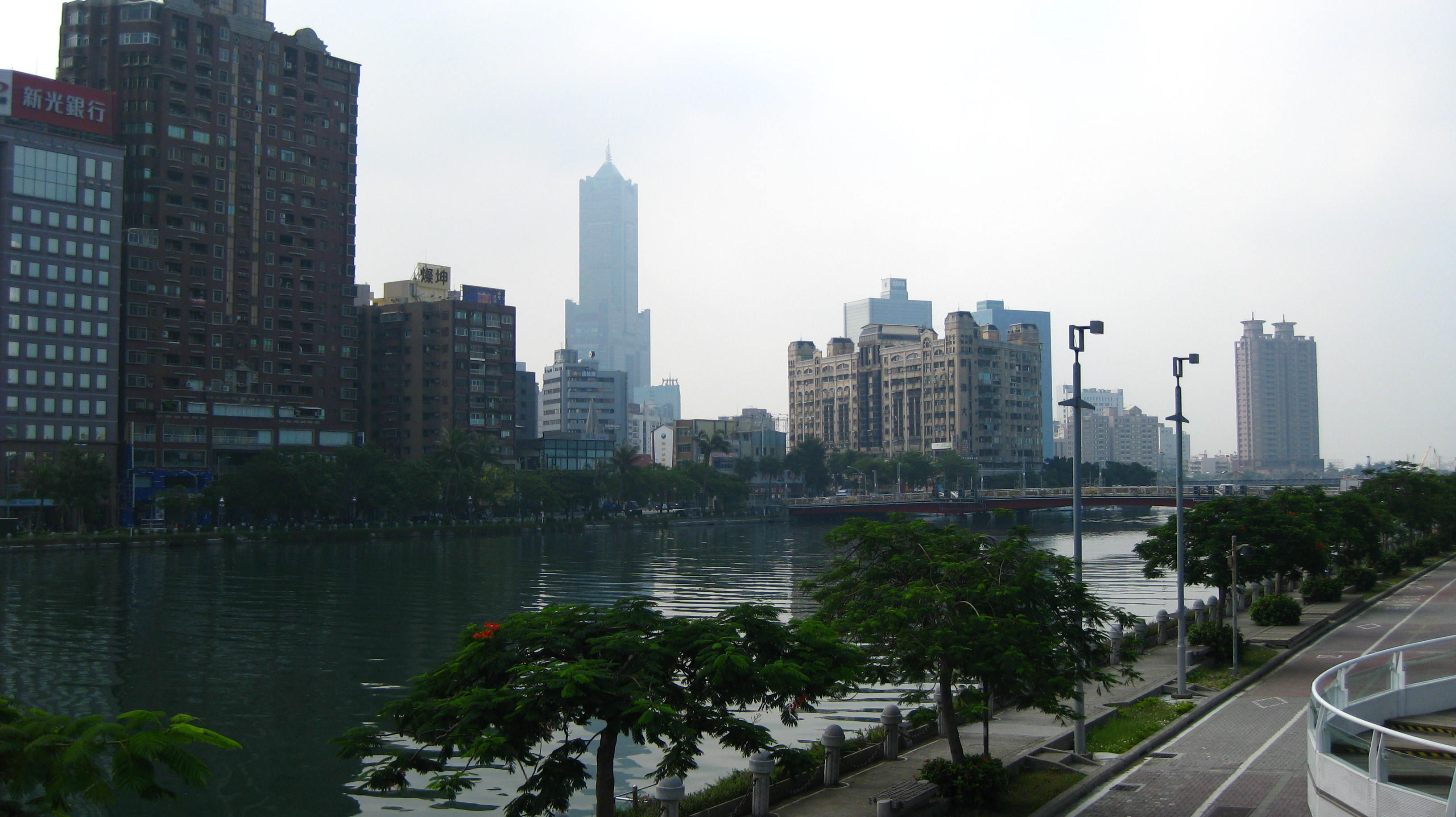
Der Liebes-Fluss

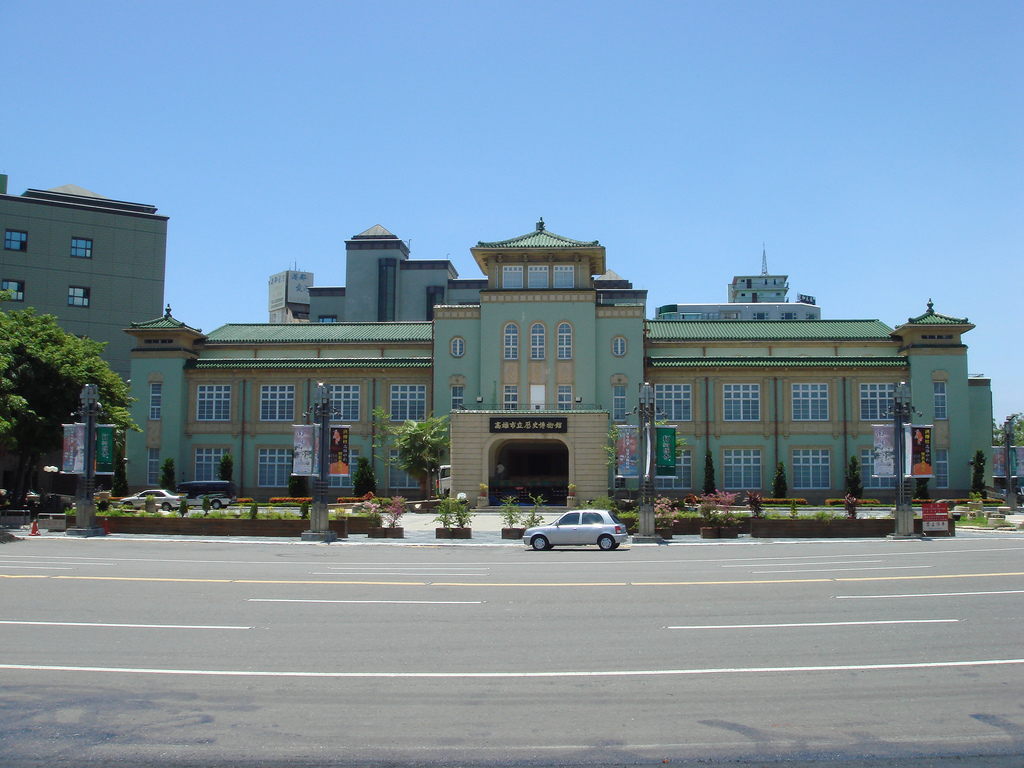
Das Geschichtsmuseum der Stadt Kaohsiung

Yancheng gehört zu den ältesten Bezirken Kaohsiungs und stellt gemeinsam mit dem benachbarten Qijin die Keimzelle der Stadt dar. Schon im 17. Jahrhundert fischten hier chinesische und japanische Fischer, die dauerhafte Besiedlung durch chinesische Siedler begann während der Zeit des Königreichs Dongning (1661–1683). Neben der Fischerei wurde die Salzgewinnung wichtigster Wirtschaftszweig, woher auch der Name des Bezirks (wörtlich „Salz-Platz“) rührt. Die Lage am Hafen und an der Mündung des Liebes-Flusses ermöglichte die Entwicklung zu einem blühenden Handels- und Wirtschaftsbezirks. Im traditionellen Hafenviertel siedelten sich Hotels, Bars und Restaurants an. Während der Herrschaft der Japaner wurde die Stadtverwaltung nach Yancheng verlegt, das so auch administratives Zentrum der Stadt wurde. In den 1960er Jahren war Yancheng der bevölkerungsreichste Bezirk der Kaohsiungs.
Mit dem Bedeutungsverlust der Fischerei und dem Aufschwung des modernen Schiffbaus in anderen Stadtbezirken am Hafen nahm die wirtschaftliche Bedeutung Yanchengs im letzten Drittel des 20. Jahrhunderts ab, was sich auch in einer sinkenden Bevölkerungszahl niederschlug. Geschichtsträchtige Gebäude wurden aufgegeben und verfielen. Demgegenüber steht seit den 1990er Jahren eine wachsende Bedeutung des Bezirks im touristischen und kulturellen Bereich. Hauptattraktion sind hier der Liebes-Fluss und der nahegelegene Liebes-Pier, der heute vorwiegend von touristischen Schiffen genutzt wird. In jüngerer Zeit ist auch die Stadtregierung bemüht, Yancheng zu fördern. So entstanden hier die Städtische Konzerthalle (2000), das Internationale Kongresszentrum (2000) das Filmarchiv Kaohsiung und das Kunstzentrum Pier 2 (2002). Das 1938 von den Japanern errichtete und bis zum Jahr 1992 als Sitz der Stadtverwaltung genutzte Gebäude wurde nach einem Umbau 1998 als Geschichtsmuseum der Stadt Kaohsiung eröffnet.

## Brandkatastrophe 2021
Am 14. Oktober 2021 brach ein Großbrand im 13-stöckigen Chengzhongcheng (城中城)-Hochhaus in Yancheng aus, der erst nach Stunden durch die Feuerwehr unter Kontrolle gebracht werden konnte. Der Brand forderte mindestens 46 Todesopfer.